# Роджър Ходжсън
Роджър Ходжсън (на английски: Roger Hodgson) е английски рокмузикант – певец и клавирист, роден през 1950 година.
Името му ще остане в историята като един от основателите и водещи членове на легендарната рок група Супертрамп, в чийто състав Ходжсън блести в златните години на групата през 1970-те и началото на 1980-те. Характерният му висок вокален тембър се превръща в запазена марка за състава. Почитателите на формацията го наричат с прякора „Господин Супертрамп“ (Mr. Supertramp).
От средата на 1980-те Ходжсън развива солова кариера.

## Биография

### Младежки години
Роден е с пълното име Чарлс Роджър Помфрет Ходжсън на 21 март 1950 година в Портсмут, графство Хампшър, Англия. Ранното му детство преминава в Оксфорд в заможно семейство от средната класа. Като ученик посещава частното училище в Стоу, Бъкингамшър.
Започва да свири на китара още като дете. Първият си инструмент получава на 12-годишна възраст като подарък от баща си, когато родителите му се развеждат. Ходжсън занася китарата в училище, където неговият учител му показва три акорда. Момчето се „хваща“ здраво за инструмента, започвайки да пише и собствена музика и текстове за песни. Една година по-късно изнася първия си концерт пред училищната аудитория, представяйки девет свои песни. Първата му училищна група се състои от него на китарата и приятеля му Хоби на барабани. Кръщават състава си „Х-бомби“ по първата буква на фамилиите си. На 17-годишна възраст Ходжсън купува хармониум от един свой съсед, на който инструмент, сам у дома си, написва едни от най-известните песни на Супертрамп – „Breakfast in America“, „The Logical Song“ и част от „Fool's Overture“.

## Дискография

### Солови албуми

#### Студийни
| Година | Заглавие                | Billboard album 200 | UK Top 100 | RIAA | BPI |
| ------ | ----------------------- | ------------------- | ---------- | ---- | --- |
| 1984   | In the Eye of the Storm | 46                  | 70         | -    | -   |
| 1987   | Hai Hai                 | 163                 | -          | -    | -   |
| 2000   | Open the Door           | -                   | -          | -    | -   |

#### Концертни
| Година | Заглавие         | Billboard album 200 | UK Top 100 | RIAA | BPI |
| ------ | ---------------- | ------------------- | ---------- | ---- | --- |
| 1997   | Rites of Passage | -                   | -          | -    | -   |

#### Сингли
| Година | Заглавие                  | Billboard Hot 100 | U.S Mainstream Rock | UK Top 100 | Album                   |
| ------ | ------------------------- | ----------------- | ------------------- | ---------- | ----------------------- |
| 1984   | „Had a Dream“             | 48                | 5                   | -          | In the Eye of the Storm |
| 1984   | „In Jeopardy“             | -                 | 30                  | -          | In the Eye of the Storm |
| 1987   | „London“                  | -                 | -                   | -          | Hai Hai                 |
| 1987   | „You Make Me Love You“    | -                 | 38                  | -          | Hai Hai                 |
| 1997   | „Every Trick In The Book“ |                   |                     |            | Rites of Passage        |
| 2000   | „Hungry“                  | -                 | -                   | -          | Open the Door           |
| 2000   | „The More I Look“         | -                 | -                   | -          | Open the Door           |
| 2000   | „Open the Door“           | -                 | -                   | -          | Open the Door           |